# هانسون دبليو بالدوين
هانسون دبليو بالدوين (بالإنجليزية: Hanson W. Baldwin)‏ (و. 1903 – 1991 م) هو مؤرخ عسكري، وصحفي، ومؤلف أمريكي، ولد في بالتيمور، توفي في روكسبري، عن عمر يناهز 88 عاماً.

## التعليم
تعلم في Boys' Latin School of Maryland ‏.

## جوائز
حصل على جوائز منها:
- جائزة بوليتزر عن فئة المراسلة (1943)

## روابط خارجية
- هانسون دبليو بالدوين على موقع مونزينجر (الألمانية)